# Memoir '44

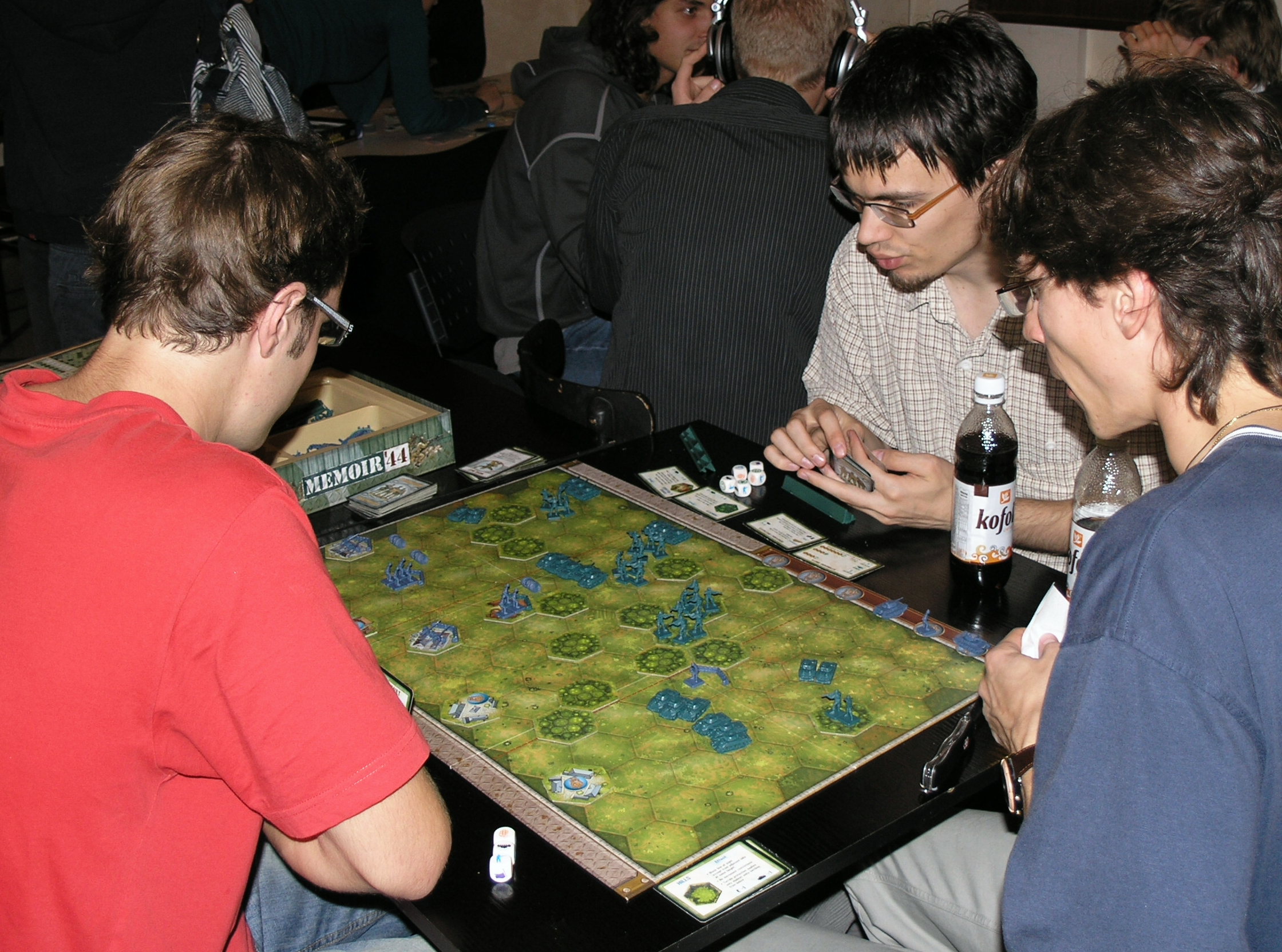
Memoir '44

Memoir '44 je válečná desková hra primárně pro dva hráče vydaná v roce 2004 a tematicky zasazena do událostí na západní frontě během druhé světové války od doby vylodění v Normandii až do konce války. Hra se skládá z hrací plochy, na kterou jsou rozmístěny dle předdefinovaného scénáře malí plastoví vojáčci, hráči si vylosují příkazové karty a pak se snaží splnit cíle mise. Hra se dá taktéž hrát až v 6 lidech, kdy trojice vytvoří týmy ovládající každý jinou část bojiště.
Ve hře se objevují spojenecké a německé jednotky v podobě pěchoty, tanků a dělostřelectva (v rozšíření hry je navíc letectvo). Základem hry je hrací plocha rozdělená do tří sekcí: střední části a dvou křídel. Na této ploše probíhá veškerý posun a boje mezi jednotkami. Posun se provádí za pomoci příkazových karet, které se náhodně losují z balíčku. Souboje samotné jsou pak prováděny hodem určitého počtu kostek.
Ve hře je zohledněna vzdálenost bojujících jednotek, terénní nerovnosti, opevnění, snížená viditelnost, překážky v cestě atd.
Postupem doby autoři hry vytvořili několik rozšiřujících balíčků, které přidávají letecké jednotky, boj v poušti nebo na východní frontě či se zaměřují na jednu epizodu druhé světové války (například bitvu v Ardenách).